# Albert Aurier
Gabriel-Albert Aurier (ur. 5 maja 1865 w Châteauroux, departament Indre, zm. 5 października 1892 w Paryżu) – francuski poeta, krytyk sztuki i malarz, związany z symbolizmem.

## Życiorys
Urodził się jako syn notariusza. W 1883 przyjechał do Paryża, żeby studiować prawo, ale szybko zainteresował się literaturą i sztuką. Zaczął pisać w periodykach poświęconych symbolizmowi: Le Décadent, La Plume, Le Moderniste (1889) i Mercure de France (od 1890). Ważniejsze eseje: „Les Isolés: Vincent van Gogh” i „Le Symbolisme en peinture: Paul Gauguin”.
Po powrocie do Paryża z podróży do Marsylii Aurier zachorował na tyfus, po czym zmarł.
Następnego dnia jego przyjaciele, pisarze i artyści wzięli udział w orszaku pogrzebowym w specjalnym pociągu, który odjechał z jego trumną z dworca Orléans station (dziś Muzeum d’Orsay) do Châteauroux, gdzie prochy Auriera spoczęły w grobowcu rodzinnym.
Sześć miesięcy po jego śmierci, w kwietniu 1893, przyjaciele opublikowali zbiór jego pism (Œuvres posthumes), wydanych przez Mercure de France.

## Wybrane eseje
- Les Isolés: Vincent van Gogh Mercure de France, Paryż 1890, s. 24–29 (fr.)
- Le Symbolisme en peinture: Paul Gauguin Mercure de France, Paris 1890, s. 155–165 (fr.)
- Les Symbolistes, Revue encyclopédique 2, 1 kwietnia1892, s. 474–486, ilustr.

## Zbiory Auriera
Większość obrazów van Gogha z kolekcji Auriera nabyła Helene Kröller-Müller; obecnie stanowią one część zbiorów Kröller-Müller Museum w Otterlo (Holandia). Dzieła samego Auriera oraz innych artystów (m.in. Émile’a Bernarda i A. Fourmona) zostały wystawione po raz pierwszy na widok publiczny w Paryżu w 1960.